# M/T Cres
M/T Cres je trajekt za lokalne linije u sastavu flote hrvatskog broadara Jadrolinije. Izgrađen je 2005. u splitskom BSO-u. Blizanac je trajekata M/T Supetar i M/T Sveti Krševan. Sva tri trajekta su građeni u Hrvatskoj. Cres ljeti plovi na liniji Prizna-Žigljen. Trenutno plovi na liniji Prizna - Žigljen.   
M/T Cres kapaciteta je 100 automobila i 600 putnika.

## Vanjske poveznice
|  | Zajednički poslužitelj ima još gradiva o temi M/T Cres |